# 河崎助太郎
河崎 助太郎（かわさき すけたろう、1873年（明治6年）1月13日 - 1943年（昭和18年）2月21日）は、明治から昭和前期の実業家・政治家。衆議院議員。

## 経歴
岐阜県厚見郡富茂登村（岐阜市富茂登釜屋町を経て現:岐阜市大仏町）で、御寿司元（鮎寿司）・河崎喜久夫の長男として生まれ、1904年（明治37年）11月に家督を相続した。1889年（明治22年）神戸私立英学校を卒業した。
大阪に出て、毛織物類、羊毛、毛糸類の貿易及羊毛紡績業に従事。また、大阪地方裁判所商事調停委員、大阪織物同業組合長、日本輸出綿織物連合会大阪支部長、岐阜商工会議所会頭、大阪商業会議所議員、京都土地建物社長、日宝石油社長、日本毛糸紡績取締役社長、朝日毛糸紡績取締役社長、東洋毛織工業取締役社長、東洋毛糸紡績取締役社長、共同毛織取締役社長、日本整毛工業取締役社長、新興人絹取締役社長、河崎商事取締役社長、東華紡績取締役、島津製作所監査役などを務めた。
1915年（大正4年）5月、第12回衆議院議員総選挙で岐阜県岐阜市から無所属で出馬して初当選し、その後、第16回総選挙まで3回再選され、公友倶楽部、実業同志会、第一控室会などに所属して衆議院議員に通算4期在任した。

## 国政選挙歴
- 第12回衆議院議員総選挙（岐阜県岐阜市、1915年3月、無所属）当選
- 第13回衆議院議員総選挙（岐阜県岐阜市、1917年4月、無所属）当選[9]
- 第14回衆議院議員総選挙（岐阜県第1区、1920年5月、無所属）次点落選[10]
- 第15回衆議院議員総選挙（岐阜県第1区、1924年5月、無所属）当選[11]
- 第16回衆議院議員総選挙（岐阜県第1区、1928年2月、実業同志会）当選[12]